# Eldenaer Jazz Evenings
Die Eldenaer Jazz Evenings sind ein Open-Air-Musikfestival, das jährlich an zwei Tagen (Freitag und Samstag) Anfang Juli in der Ruine von Kloster Eldena bei Greifswald stattfindet. Sie gelten als „eines der lässigsten Jazzfestivals Deutschlands. Die Klosterruine Eldena bietet mehreren hundert Zuhörern eine gute Akustik und optimale Sicht auf die Bühne.“

## Geschichte
1981 wurden die Eldenaer Jazz Evenings von Studenten der Universität Greifswald gegründet. Beim ersten Mal kam es zur Begegnung von Musikern aus unterschiedlichen gesellschaftlichen Systemen: Aus dem damaligen westlichen Ausland, der Bundesrepublik Deutschland, reiste Albert Mangelsdorff an; die Deutsche Demokratische Republik repräsentierten Ernst-Ludwig Petrowsky und Günter Baby Sommer. Hinzu kam aus Italien Andrea Centazzo.
Bis 1989 wurde das Festival von der studentischen „Arbeitsgemeinschaft Jazz“ getragen; 1990 übernahmen das Kulturamt der Stadt Greifswald und der Kunstverein ART 7 die Organisation. Auch nach der Wende blieb es das Konzept des Festivals, Musiker aus den östlichen und westlichen Bundesländern einzuladen und teilweise auch internationale Künstler zu holen. Beispielsweise wurden 2010 das Zentralquartett, die NDR Bigband, Klaus Doldinger und Al Di Meola eingeladen. Drei Jahrzehnte lang entschied Tilo Braune, einer der Gründer, über die Programmauswahl; ihm folgte Roland Schulz, der seit 2013 gemeinsam mit dem Kulturamt von Greifswald das Programm des Festivals festlegt.
Seit mehr als 20 Jahren zeichnet der NDR alle Konzerte des Festivals auf. Ältere Aufnahmen von Abdullah Ibrahim, Betty Carter, Uschi Brüning oder Heinz Sauer wurden noch einmal 2013 in einer langen Jazz-Nacht gesendet. Nachdem das Festival 2020 bedingt durch die COVID-19-Pandemie ausfallen musste, fand es 2021 nicht in der Klosterruine statt, sondern im soziokulturellen Zentrum St. Spiritus in der Greifswalder Innenstadt. Hinzu kam ein Konzert am Sonntagmorgen.

## Diskographische Hinweise
Mitschnitte einiger Konzerte des Festivals sind auf Tonträgern erschienen:
- Gunter Hampel Time Is Now (birth 1992; mit Mike Dietz, Jürgen Attig, Heinrich Köbberling)
- Gunter Hampel & Matthias Schubert Dialog (birth 1992)
- Petras Vyšniauskas Quartet Light In The Dark (Juosta 1993; mit Karl Berger, Kent Carter, Klaus Kugel)
- 30 Jahre Eldenaer Jazz Evenings: für Albert  (Gecko Records, 2003; Längsschnitt mit Albert Mangelsdorff, NDR Bigband, Zentralquartett, Ali Haurand, Vienna Art Orchestra u. a.)[6]